# Lake Clark
Lake Clark (Dena'ina: Qizhjeh Vena) er en sø i det sydvestlige Alaska. Den har afløb gennem Six Mile Lake og Newhalen River til Iliamna Lake. Søen er omkring 64 km lang og omkring 8 km bred.

Lake Clark blev opkaldt efter John W. Clark, chef for Nushagak handelsstation og den første amerikanske ikke-indfødte, der så søen, da en ekspedition finansieret af et ugeblad nåede den i februar 1891. Dena'ina Athabascan-navnet er Qizjeh Vena, som betyder "sted, hvor folk samles sø". Søen ligger inden for Lake Clark National Park and Preserve.